# Robert van Oostenrijk-Este
Robert Karel Lodewijk Maximiliaan Michael Maria Anton Frans Ferdinand Jozef Otto Hubert George Pius Johannes Marcus d'Aviano von Österreich-d’Este (Schloss Schönbrunn (Wenen), 8 februari 1915 - Bazel (Zwitserland), 7 februari 1996) was tot 1918 aartshertog van Oostenrijk. Hij was de tweede zoon van de laatste keizer van Oostenrijk, Karl I en diens vrouw Zita.
De titel Oostenrijk-Este werd aanvankelijk gevoerd door de zijtak van het huis Habsburg-Lotharingen die over Modena regeerde. Met het overlijden van de laatste hertog van Modena (Frans V, in 1875), viel de titel toe aan de Oostenrijkse Habsburgers. In 1917 verleende Karl I de titel aartshertog van Oostenrijk-Este aan zijn tweede zoon.
Robert trouwde op 29 december 1953 te Bourg-en-Bresse met Margherita van Savoye-Aosta. 
Het paar kreeg vijf kinderen
- Maria Beatrice Anna Felicitas Zita Charlotte Adelheid Christina Elisabeth Gennara (1954), gehuwd met Riprand Maria Franz Graf von Arco-Zinneberg (1955)
- Lorenz Otto Carl Amadeus Thadeus Maria Pius Andreas Marcus d'Aviano (1955), gehuwd met prinses Astrid van België
- Gerhard Thaddäus Anton Marcus d'Aviano Maria Umberto Otto Carl Amadeus (1957), gehuwd met Iris Jandrasits (1961)
- Martin Karl Amadeo Maria (1959), gehuwd met Katharina Prinzessin von Isenburg-Birstein
- Isabella Maria Laura Helena Antonia Zita Anna Gennara (1963), gehuwd met Andrea Graf Czarnocki-Lucheschi

## Kwartierstaat
| Karel Lodewijk van Oostenrijk (1833-1896) | Karel Lodewijk van Oostenrijk (1833-1896) | Karel Lodewijk van Oostenrijk (1833-1896) | Karel Lodewijk van Oostenrijk (1833-1896) | Karel Lodewijk van Oostenrijk (1833-1896) | Karel Lodewijk van Oostenrijk (1833-1896) | Maria Annunciata van Bourbon-Sicilië (1843-1871) | Maria Annunciata van Bourbon-Sicilië (1843-1871) | Maria Annunciata van Bourbon-Sicilië (1843-1871) | Maria Annunciata van Bourbon-Sicilië (1843-1871) | Maria Annunciata van Bourbon-Sicilië (1843-1871) | Maria Annunciata van Bourbon-Sicilië (1843-1871) |                                     |                                     | George van Saksen (1832-1904)      | George van Saksen (1832-1904)      | George van Saksen (1832-1904)          | George van Saksen (1832-1904)          | George van Saksen (1832-1904)          | George van Saksen (1832-1904)          | Maria Anna van Portugal (1843-1884)    | Maria Anna van Portugal (1843-1884)    | Maria Anna van Portugal (1843-1884) | Maria Anna van Portugal (1843-1884) | Maria Anna van Portugal (1843-1884) | Maria Anna van Portugal (1843-1884) |                                  |                                  | Karel III van Bourbon-Parma (1823-1854) | Karel III van Bourbon-Parma (1823-1854) | Karel III van Bourbon-Parma (1823-1854) | Karel III van Bourbon-Parma (1823-1854) | Karel III van Bourbon-Parma (1823-1854)   | Karel III van Bourbon-Parma (1823-1854)   | Louise Maria van Frankrijk (1819-1864)    | Louise Maria van Frankrijk (1819-1864)    | Louise Maria van Frankrijk (1819-1864)    | Louise Maria van Frankrijk (1819-1864)    | Louise Maria van Frankrijk (1819-1864) | Louise Maria van Frankrijk (1819-1864) |                                            |                                            | Michaël I van Portugal (1802-1866)         | Michaël I van Portugal (1802-1866)         | Michaël I van Portugal (1802-1866)         | Michaël I van Portugal (1802-1866)         | Michaël I van Portugal (1802-1866)     | Michaël I van Portugal (1802-1866)     | Adelheid van Löwenstein- Wertheim-Rosenberg (1831-1909)                                | Adelheid van Löwenstein- Wertheim-Rosenberg (1831-1909)                                | Adelheid van Löwenstein- Wertheim-Rosenberg (1831-1909)                                | Adelheid van Löwenstein- Wertheim-Rosenberg (1831-1909)                                | Adelheid van Löwenstein- Wertheim-Rosenberg (1831-1909)                                | Adelheid van Löwenstein- Wertheim-Rosenberg (1831-1909)                                |  |  |  |  |  |  |  |  |  |  |  |  |  |  |  |  |  |  |  |  |  |  |  |  |  |  |  |  |  |  |  |  |  |  |  |  |  |  |  |  |  |  |  |  |  |  |  |  |
| Karel Lodewijk van Oostenrijk (1833-1896) | Karel Lodewijk van Oostenrijk (1833-1896) | Karel Lodewijk van Oostenrijk (1833-1896) | Karel Lodewijk van Oostenrijk (1833-1896) | Karel Lodewijk van Oostenrijk (1833-1896) | Karel Lodewijk van Oostenrijk (1833-1896) | Maria Annunciata van Bourbon-Sicilië (1843-1871) | Maria Annunciata van Bourbon-Sicilië (1843-1871) | Maria Annunciata van Bourbon-Sicilië (1843-1871) | Maria Annunciata van Bourbon-Sicilië (1843-1871) | Maria Annunciata van Bourbon-Sicilië (1843-1871) | Maria Annunciata van Bourbon-Sicilië (1843-1871) |                                     |                                     | George van Saksen (1832-1904)      | George van Saksen (1832-1904)      | George van Saksen (1832-1904)          | George van Saksen (1832-1904)          | George van Saksen (1832-1904)          | George van Saksen (1832-1904)          | Maria Anna van Portugal (1843-1884)    | Maria Anna van Portugal (1843-1884)    | Maria Anna van Portugal (1843-1884) | Maria Anna van Portugal (1843-1884) | Maria Anna van Portugal (1843-1884) | Maria Anna van Portugal (1843-1884) |                                  |                                  | Karel III van Bourbon-Parma (1823-1854) | Karel III van Bourbon-Parma (1823-1854) | Karel III van Bourbon-Parma (1823-1854) | Karel III van Bourbon-Parma (1823-1854) | Karel III van Bourbon-Parma (1823-1854)   | Karel III van Bourbon-Parma (1823-1854)   | Louise Maria van Frankrijk (1819-1864)    | Louise Maria van Frankrijk (1819-1864)    | Louise Maria van Frankrijk (1819-1864)    | Louise Maria van Frankrijk (1819-1864)    | Louise Maria van Frankrijk (1819-1864) | Louise Maria van Frankrijk (1819-1864) |                                            |                                            | Michaël I van Portugal (1802-1866)         | Michaël I van Portugal (1802-1866)         | Michaël I van Portugal (1802-1866)         | Michaël I van Portugal (1802-1866)         | Michaël I van Portugal (1802-1866)     | Michaël I van Portugal (1802-1866)     | Adelheid van Löwenstein- Wertheim-Rosenberg (1831-1909)                                | Adelheid van Löwenstein- Wertheim-Rosenberg (1831-1909)                                | Adelheid van Löwenstein- Wertheim-Rosenberg (1831-1909)                                | Adelheid van Löwenstein- Wertheim-Rosenberg (1831-1909)                                | Adelheid van Löwenstein- Wertheim-Rosenberg (1831-1909)                                | Adelheid van Löwenstein- Wertheim-Rosenberg (1831-1909)                                |  |  |  |  |  |  |  |  |  |  |  |  |  |  |  |  |  |  |  |  |  |  |  |  |  |  |  |  |  |  |  |  |  |  |  |  |  |  |  |  |  |  |  |  |  |  |  |  |
|                                           |                                           |                                           |                                           |                                           |                                           |                                                  |                                                  |                                                  |                                                  |                                                  |                                                  |                                     |                                     |                                    |                                    |                                        |                                        |                                        |                                        |                                        |                                        |                                     |                                     |                                     |                                     |                                  |                                  |                                         |                                         |                                         |                                         |                                           |                                           |                                           |                                           |                                           |                                           |                                        |                                        |                                            |                                            |                                            |                                            |                                            |                                            |                                        |                                        |                                                                                        |                                                                                        |                                                                                        |                                                                                        |                                                                                        |                                                                                        |  |  |  |  |  |  |  |  |  |  |  |  |  |  |  |  |  |  |  |  |  |  |  |  |  |  |  |  |  |  |  |  |  |  |  |  |  |  |  |  |  |  |  |  |  |  |  |  |
|                                           |                                           |                                           |                                           | Otto Frans van Oostenrijk (1865-1906)     | Otto Frans van Oostenrijk (1865-1906)     | Otto Frans van Oostenrijk (1865-1906)            | Otto Frans van Oostenrijk (1865-1906)            | Otto Frans van Oostenrijk (1865-1906)            | Otto Frans van Oostenrijk (1865-1906)            |                                                  |                                                  |                                     |                                     |                                    |                                    | Maria Josepha van Saksen (1866-1944)   | Maria Josepha van Saksen (1866-1944)   | Maria Josepha van Saksen (1866-1944)   | Maria Josepha van Saksen (1866-1944)   | Maria Josepha van Saksen (1866-1944)   | Maria Josepha van Saksen (1866-1944)   |                                     |                                     |                                     |                                     |                                  |                                  |                                         |                                         |                                         |                                         | Robert I van Bourbon-Parma (1848-1907)    | Robert I van Bourbon-Parma (1848-1907)    | Robert I van Bourbon-Parma (1848-1907)    | Robert I van Bourbon-Parma (1848-1907)    | Robert I van Bourbon-Parma (1848-1907)    | Robert I van Bourbon-Parma (1848-1907)    |                                        |                                        |                                            |                                            |                                            |                                            | Maria Antonia van Bragança (1862-1959)     | Maria Antonia van Bragança (1862-1959)     | Maria Antonia van Bragança (1862-1959) | Maria Antonia van Bragança (1862-1959) | Maria Antonia van Bragança (1862-1959)                                                 | Maria Antonia van Bragança (1862-1959)                                                 |                                                                                        |                                                                                        |                                                                                        |                                                                                        |  |  |  |  |  |  |  |  |  |  |  |  |  |  |  |  |  |  |  |  |  |  |  |  |  |  |  |  |  |  |  |  |  |  |  |  |  |  |  |  |  |  |  |  |  |  |  |  |
|                                           |                                           |                                           |                                           | Otto Frans van Oostenrijk (1865-1906)     | Otto Frans van Oostenrijk (1865-1906)     | Otto Frans van Oostenrijk (1865-1906)            | Otto Frans van Oostenrijk (1865-1906)            | Otto Frans van Oostenrijk (1865-1906)            | Otto Frans van Oostenrijk (1865-1906)            |                                                  |                                                  |                                     |                                     |                                    |                                    | Maria Josepha van Saksen (1866-1944)   | Maria Josepha van Saksen (1866-1944)   | Maria Josepha van Saksen (1866-1944)   | Maria Josepha van Saksen (1866-1944)   | Maria Josepha van Saksen (1866-1944)   | Maria Josepha van Saksen (1866-1944)   |                                     |                                     |                                     |                                     |                                  |                                  |                                         |                                         |                                         |                                         | Robert I van Bourbon-Parma (1848-1907)    | Robert I van Bourbon-Parma (1848-1907)    | Robert I van Bourbon-Parma (1848-1907)    | Robert I van Bourbon-Parma (1848-1907)    | Robert I van Bourbon-Parma (1848-1907)    | Robert I van Bourbon-Parma (1848-1907)    |                                        |                                        |                                            |                                            |                                            |                                            | Maria Antonia van Bragança (1862-1959)     | Maria Antonia van Bragança (1862-1959)     | Maria Antonia van Bragança (1862-1959) | Maria Antonia van Bragança (1862-1959) | Maria Antonia van Bragança (1862-1959)                                                 | Maria Antonia van Bragança (1862-1959)                                                 |                                                                                        |                                                                                        |                                                                                        |                                                                                        |  |  |  |  |  |  |  |  |  |  |  |  |  |  |  |  |  |  |  |  |  |  |  |  |  |  |  |  |  |  |  |  |  |  |  |  |  |  |  |  |  |  |  |  |  |  |  |  |
|                                           |                                           |                                           |                                           |                                           |                                           |                                                  |                                                  |                                                  |                                                  | Karel I van Oostenrijk (1887-1922)               | Karel I van Oostenrijk (1887-1922)               | Karel I van Oostenrijk (1887-1922)  | Karel I van Oostenrijk (1887-1922)  | Karel I van Oostenrijk (1887-1922) | Karel I van Oostenrijk (1887-1922) |                                        |                                        |                                        |                                        |                                        |                                        |                                     |                                     |                                     |                                     |                                  |                                  |                                         |                                         |                                         |                                         |                                           |                                           |                                           |                                           |                                           |                                           | Zita van Bourbon-Parma (1892-1989)     | Zita van Bourbon-Parma (1892-1989)     | Zita van Bourbon-Parma (1892-1989)         | Zita van Bourbon-Parma (1892-1989)         | Zita van Bourbon-Parma (1892-1989)         | Zita van Bourbon-Parma (1892-1989)         |                                            |                                            |                                        |                                        |                                                                                        |                                                                                        |                                                                                        |                                                                                        |                                                                                        |                                                                                        |  |  |  |  |  |  |  |  |  |  |  |  |  |  |  |  |  |  |  |  |  |  |  |  |  |  |  |  |  |  |  |  |  |  |  |  |  |  |  |  |  |  |  |  |  |  |  |  |
|                                           |                                           |                                           |                                           |                                           |                                           |                                                  |                                                  |                                                  |                                                  | Karel I van Oostenrijk (1887-1922)               | Karel I van Oostenrijk (1887-1922)               | Karel I van Oostenrijk (1887-1922)  | Karel I van Oostenrijk (1887-1922)  | Karel I van Oostenrijk (1887-1922) | Karel I van Oostenrijk (1887-1922) |                                        |                                        |                                        |                                        |                                        |                                        |                                     |                                     |                                     |                                     |                                  |                                  |                                         |                                         |                                         |                                         |                                           |                                           |                                           |                                           |                                           |                                           | Zita van Bourbon-Parma (1892-1989)     | Zita van Bourbon-Parma (1892-1989)     | Zita van Bourbon-Parma (1892-1989)         | Zita van Bourbon-Parma (1892-1989)         | Zita van Bourbon-Parma (1892-1989)         | Zita van Bourbon-Parma (1892-1989)         |                                            |                                            |                                        |                                        |                                                                                        |                                                                                        |                                                                                        |                                                                                        |                                                                                        |                                                                                        |  |  |  |  |  |  |  |  |  |  |  |  |  |  |  |  |  |  |  |  |  |  |  |  |  |  |  |  |  |  |  |  |  |  |  |  |  |  |  |  |  |  |  |  |  |  |  |  |
|                                           |                                           |                                           |                                           |                                           |                                           |                                                  |                                                  |                                                  |                                                  |                                                  |                                                  |                                     |                                     |                                    |                                    |                                        |                                        |                                        |                                        |                                        |                                        |                                     |                                     |                                     |                                     |                                  |                                  |                                         |                                         |                                         |                                         |                                           |                                           |                                           |                                           |                                           |                                           |                                        |                                        |                                            |                                            |                                            |                                            |                                            |                                            |                                        |                                        |                                                                                        |                                                                                        |                                                                                        |                                                                                        |                                                                                        |                                                                                        |  |  |  |  |  |  |  |  |  |  |  |  |  |  |  |  |  |  |  |  |  |  |  |  |  |  |  |  |  |  |  |  |  |  |  |  |  |  |  |  |  |  |  |  |  |  |  |  |
|                                           |                                           |                                           |                                           |                                           |                                           |                                                  |                                                  |                                                  |                                                  |                                                  |                                                  |                                     |                                     |                                    |                                    |                                        |                                        |                                        |                                        |                                        |                                        |                                     |                                     |                                     |                                     |                                  |                                  |                                         |                                         |                                         |                                         |                                           |                                           |                                           |                                           |                                           |                                           |                                        |                                        |                                            |                                            |                                            |                                            |                                            |                                            |                                        |                                        |                                                                                        |                                                                                        |                                                                                        |                                                                                        |                                                                                        |                                                                                        |  |  |  |  |  |  |  |  |  |  |  |  |  |  |  |  |  |  |  |  |  |  |  |  |  |  |  |  |  |  |  |  |  |  |  |  |  |  |  |  |  |  |  |  |  |  |  |  |
| Otto van Habsburg-Lotharingen (1912-2011) | Otto van Habsburg-Lotharingen (1912-2011) | Otto van Habsburg-Lotharingen (1912-2011) | Otto van Habsburg-Lotharingen (1912-2011) | Otto van Habsburg-Lotharingen (1912-2011) | Otto van Habsburg-Lotharingen (1912-2011) |                                                  |                                                  | Adelheid van Oostenrijk (1914-1971)              | Adelheid van Oostenrijk (1914-1971)              | Adelheid van Oostenrijk (1914-1971)              | Adelheid van Oostenrijk (1914-1971)              | Adelheid van Oostenrijk (1914-1971) | Adelheid van Oostenrijk (1914-1971) |                                    |                                    | Robert van Oostenrijk-Este (1915-1996) | Robert van Oostenrijk-Este (1915-1996) | Robert van Oostenrijk-Este (1915-1996) | Robert van Oostenrijk-Este (1915-1996) | Robert van Oostenrijk-Este (1915-1996) | Robert van Oostenrijk-Este (1915-1996) |                                     |                                     | Felix van Oostenrijk (1916-2011)    | Felix van Oostenrijk (1916-2011)    | Felix van Oostenrijk (1916-2011) | Felix van Oostenrijk (1916-2011) | Felix van Oostenrijk (1916-2011)        | Felix van Oostenrijk (1916-2011)        |                                         |                                         | Karel Lodewijk van Oostenrijk (1918-2007) | Karel Lodewijk van Oostenrijk (1918-2007) | Karel Lodewijk van Oostenrijk (1918-2007) | Karel Lodewijk van Oostenrijk (1918-2007) | Karel Lodewijk van Oostenrijk (1918-2007) | Karel Lodewijk van Oostenrijk (1918-2007) |                                        |                                        | Rudolf Syringus van Oostenrijk (1919-2010) | Rudolf Syringus van Oostenrijk (1919-2010) | Rudolf Syringus van Oostenrijk (1919-2010) | Rudolf Syringus van Oostenrijk (1919-2010) | Rudolf Syringus van Oostenrijk (1919-2010) | Rudolf Syringus van Oostenrijk (1919-2010) |                                        |                                        | Charlotte van Oostenrijk (1921-1989) én Elisabeth Charlotte van Oostenrijk (1922-1993) | Charlotte van Oostenrijk (1921-1989) én Elisabeth Charlotte van Oostenrijk (1922-1993) | Charlotte van Oostenrijk (1921-1989) én Elisabeth Charlotte van Oostenrijk (1922-1993) | Charlotte van Oostenrijk (1921-1989) én Elisabeth Charlotte van Oostenrijk (1922-1993) | Charlotte van Oostenrijk (1921-1989) én Elisabeth Charlotte van Oostenrijk (1922-1993) | Charlotte van Oostenrijk (1921-1989) én Elisabeth Charlotte van Oostenrijk (1922-1993) |  |  |  |  |  |  |  |  |  |  |  |  |  |  |  |  |  |  |  |  |  |  |  |  |  |  |  |  |  |  |  |  |  |  |  |  |  |  |  |  |  |  |  |  |  |  |  |  |